# Aspistes nipponensis
Aspistes nipponensis är en tvåvingeart som beskrevs av Haenni och Ohishi 2002. Aspistes nipponensis ingår i släktet Aspistes och familjen dyngmyggor. Inga underarter finns listade i Catalogue of Life.